# Touch (2005)
Touch (jap. タッチ tatchi) ist ein japanischer Spielfilm aus dem Jahr 2005, der auf der gleichnamigen Manga-Serie von Mitsuru Adachi basiert. Regie bei dem Drama führte Isshin Inudō, das Drehbuch schrieb Yukiko Yamamuro. Die Hauptrollen spielten Masami Nagasawa, Shōta Saitō und Keita Saitō.

## Handlung
Die Zwillingsbrüder Tatsuya und Kazuya Uesugi sind schon seit frühester Kindheit mit ihrer gleichaltrigen Nachbarin Minami Asakura befreundet. Ihre Zeit vertreiben die drei sich zum Beispiel mit Baseball oder verbringen sie in dem kleinen Haus, das die beiden Familien für die drei Kinder gebaut haben. Als Minamis Mutter stirbt, verlangt sie von den Brüdern das Versprechen ab, dass sie eines Tages beim Kōshien teilnehmen werden, einem jährlich stattfindenden Wettbewerb unter den besten Oberschulen Japans im Baseball.
Einige Jahre später gehen Minami, Tatsuya und Kazuya auf die Meisei-Oberschule. Während Kazuya beliebt bei den Mädchen ist, ein vielbeachtetes Baseball-Talent und sich auch immer höflich und korrekt verhält, ist Tatsuya unordentlich und hat eigentlich keine Freizeitbeschäftigungen. Minami ist Managerin des Baseball-Clubs, gleichzeitig ist sie im Club für Rhythmische Gymnastik und versteht sich noch immer gut mit den beiden Brüdern, die sie „Tacchan“ und „Kacchan“ nennt.
Tatsuya tritt dem Box-Club bei. Ein Box-Kampf Tatsuyas und ein wichtiges Baseball-Spiel Kazuyas finden gleichzeitig statt. Minami sieht sich das Baseball-Spiel an, das die Meisei-Oberschule durch Einsatz Kazuyas gewinnt. Kōshien scheint nahe für Kazuya. Tatsuya verliert seinen Kampf. Als Minami ihn vergeblich aufzuheitern versucht, will Tatsuya von ihr geküsst werden. Sie gibt ihm einen Kuss. Als er sie später über den Kuss zur Rede stellt, hört Kazuya versehentlich die Unterhaltung mit. Es entsteht eine Art Konkurrenzkampf zwischen den Brüdern um Minami.
An einem Abend spielen Kazuya, Tatsuya und Minami gemeinsam Baseball, wie in glücklichen Kindertagen. Am nächsten Tag macht sich Kazuya auf, da das Spiel um den Eintritt zum Kōshien stattfindet. Auf dem Weg rettet er ein Kind vor einem Auto und stirbt dabei. Die Meisei- verliert gegen die Sumi-Oberschule. Die Familie besucht Kazuyas unter einem Leinentuch verborgenen Leichnam. Minami nimmt das Leinentuch ab und sieht dem Toten ins Gesicht.
Tatsuya tritt dem Baseball-Club bei und wird kritisiert, er wolle Kazuya ersetzen. Die Kritik verblasst mit Minamis Hilfe. Doch Tatsuya gibt auf, als er bei einem Spiel zur Einsicht kommt, er könne Kazuya nie erreichen. Auch als Minami ihm im Regen ihre Liebe gesteht und ihn weinend anfleht, er solle ihren Kindheitstraum, beim Kōshien teilzunehmen, erfüllen, will er nicht wieder mit dem Baseballspielen beginnen. Minami gibt ihren Job als Managerin des Baseball-Clubs auf und erst nach einem Gespräch mit Harada, einem gefürchteten Schlägertypen, mit dem Tatsuya befreundet ist, tritt er wieder dem Baseball-Club bei.
Beim Spiel gegen die Sumi-Oberschule, in dem es um die Teilnahme am Kōshien geht, beeindruckt Tatsuya. Meisei gewinnt. Tatsuya gesteht Minami seine Liebe.

## Entstehungsgeschichte
Die Handlung verlegte man von den 1980er-Jahren in die 2000er. Im Film sind beispielsweise Handys zu sehen. Im Manga war außerdem Tatsuya die Hauptperson, im Film konzentrierte man sich mehr auf die Rolle der Minami. Beispielsweise wird in der Manga-Serie Minamis Mutter nicht erwähnt. Auch wurden im Film einige Nebenhandlungen und -figuren weggekürzt, um die Handlung zu straffen.
Das Titellied „Yorokobi no Tane“ (歓びの種, übersetzt etwa „Eine Art Freude“) sang Yuki Isoya, während die koreanische J-Pop-Sängerin Younha den Abspann mit einem Lied gestaltete.

## Rezeption
Der Film kam am 10. September 2005 in die japanischen Kinos, wo er 1,2 Milliarden Yen (ungefähr acht Millionen Euro) einspielte und damit zu den 25 erfolgreichsten heimischen Filmen in den japanischen Kinos im Jahr 2005 zählt. Er war sechs Wochen in der Rangliste der wöchentlich erfolgreichsten Filme in den japanischen Kinos vertreten.

## Auszeichnungen
Isshin Inudō gewann für Touch und einen anderen Film aus demselben Jahr, bei dem er Regie führte, Mezon do Himiko, den Nikkan-Sports-Filmpreis, für die Beste Regie.